# Edson (football, 1987)
Pour les articles homonymes, voir Edson.
Edson Henrique da Silva dit Edson est un footballeur brésilien né le 6 juillet 1987 à Itaquitinga. Il évolue au poste de défenseur central.

## Palmarès
- Champion de l'État de Santa Catarina en 2006 avec Figueirense.
- Champion de l'État de Rio de Janeiro en 2010 avec Botafogo.